# Суразька селищна рада
55°24′20″ пн. ш. 30°43′22″ сх. д. / 55.40556° пн. ш. 30.72278° сх. д.
Суразька селищна рада (біл. Су́раскі пасялковы савет) — адміністративно-територіальна одиниця у складі Вітебського району, Вітебської області Білорусі. Адміністративний центр селищної ради — містечко Сураж.

## Розташування
Суразька селищна рада розташована на північному сході Білорусі, на крайньому сході Вітебської області, на північний схід від обласного та районного центру Вітебськ, на кордоні із Росією.
Найбільша річка, яка протікає територією селищної ради, із сходу на захід — Західна Двіна із своєю лівою притокою Касплею. Великих озер, площею більше 0,1 км², на території селищної ради немає.  Східна частина території селищної ради поросла лісом, значна частина якого, заболочена.

## Склад селищної ради
До складу Суразької селищної ради входить 21 населений пункт:
| - Антонівка — село. - Арехи — село. - Балаші — село. - Бригітполля — село. - Будянка — село. - Власове — село. - Дятли — село. - Каспляни — село. - Киселеве — село. - Кузнецовка — село. - Курущани — село. | - Марченки — село. - Моїсеєнки — село. - Перно — село. - Пряники — село. - Рябове — село. - Слобода — село. - Стайки — село. - Стасенки — село. - Ходорине — село. - Шапурове — агромістечко. |